# Список академіків Афінської академії
Список академіків Афінської академії згрупований за роками прийняття, яке вперше відбулось 1926 року із заснуванням Академії і з того часу проводилося майже щороку.
| Рік прийняття | Імена науковців |
| ------------- | --- |
| 1926          | Дімітріос Егінітідіс • Фокіон Негріс • Рігас Ніколаїдіс • Герасімос Фокас • Константінос Зенгеліс • Георгіос Ремундос • Ангелос Ґініс • Константінос Ктенас • Константінос Мальтезос • Іоанніс Х. Політіс • Константінос Саввас • Георгіос Склавунос • Еммануїл Еммануїл • Александрос Вурназос • Константінос Веіс • Георгіос Хатзідакіс • Сімос Менардос • Панайотіс Кввадіас • Христос Цунтас • Костіс Паламас • Георгіос Іаковдіс • Георгіос Сотіріадіс • Константінос Амантос • Георгіос Дросініс • Василіос Куренос • Арістоменіс Провеленгіос • Антоініос Керамопулос • Іоанніс Каліцунакіс • Георгіос Ікономос • Георгіос Сотіріу • Анастасіос Орландос • Христосом (Архієпископ Афінський) • Константінос Рактіван • Андреас Андреадіс • Ніколаос Політіс • Дімітріос Паппуліас • Теофілос Вореас • Міхаіл Лівадас • Константінос Каратеодорі |
| 1927          | Георгіос Стрейт • Дімітріос Камбуроглус |
| 1928          | Павлос Нірванас • Константінос Діовунітідіс • Александрос Мазаракіс-Еніан |
| 1929          | Міхаіл Кацарас • Ніколаос Екзархопулос • Константінос Куруніотіс • Тімолеон Іліопулос • Георгіос Іоакімоглу • Сократіс Кугеас • Константінос Ралліс |
| 1930          | жодний |
| 1931          | Грігоріос Ксенопулос • Георгіос Баліс • Спірідон Донтас • Дімітріос Баланос |
| 1932          | Арістотеліс Кузіс |
| 1933          | Марінос Геруланос • Дімітріос Ламбадаріос • Стіліанос Сеферіадіс • Константінос Тріантафіллопулос |
| 1934          | Георгіос Кіріакос |
| 1935          | Спірос Мелас |
| 1936          | Кіріакос Варваресос • Константінос Дімітріадіс |
| 1937          | жодний |
| 1938          | Захаріс Папантоніу • Міхаіл Стефанідіс |
| 1939          | Стіліанос Лікудіс • Хрисантос (Архієпископ Афінський) |
| 1940          | Петрос Контос |
| 1941          | Георгіос Марідакіс |
| 1942          | жодний |
| 1943          | Ніколаос Веіс |
| 1944          | жодний |
| 1945          | Георгіос Фокас-Касметатос • Александрос Діомідіс • Грігоріос Папаміхаіл • Епамінондас Томопулос • Сотіріс Скіпіс • Константінос Ромеос • Маноліс Каломіріс |
| 1946          | Панайотіс Зервос |
| 1947          | Іоанніс Тріккаліанос • Панайотіс Пуліцас |
| 1948          | Харітон Харітонідіс |
| 1949          | Константінос Ісаакідіс • Павлос Матіопулос |
| 1950          | Діонісіос Коккінос |
| 1951          | Федон Кукулес |
| 1952          | Василіос Егінітіс • Ксенофон Золотас |
| 1953          | жодний |
| 1954          | Георгіос Фотінос |
| 1955          | Георгіос Атанасіадіс-Новас • Ерікос Скассіс • Іоанніс Ксантакіс • Максімос Міцопулос • Панайотіс Браціотіс • Іоанніс Спіропулос • Спірідон Марінатос • Христос Карузос |
| 1956          | Леонідас Зервас |
| 1957          | Іліас Венезіс |
| 1958          | Константінос Хореміс • Стратіс Мірівіліс |
| 1959          | Панайотіс Канеллопулос • Іоанніс Стаматакос • Петрос Петрідіс • Умвертос Аргірос |
| 1960          | Ніколаос Луваріс • Дімітірос Фокас • Василіос Крімбас • Константінос Папаіоанну • Іоанніс Теодоракопулос |
| 1961          | Константінос Цацос |
| 1962          | Амілкас Алівізатос |
| 1963          | Кесар Алексопулос |
| 1964          | жодний |
| 1965          | Антоніос Сохос |
| 1966          | Іліас Маріопулос • Андреас Ксінгопулос • Ніколаос Лурос • Філон Василіу • Отон Піларінос • Дімітріос Пікіоніс • Діонісіос Закітінос |
| 1967          | Іоанніс Хараміс |
| 1968          | Панайотіс Папацоніс • Міхаіл Томброс • Міхаіл Стасінопулос • Грігоріос Касіматіс |
| 1969          | Петрос Харіс |
| 1970          | Георгіос Мілонас • Георгіос Пантазіс • Менелаос Паллантіос • Георгіос Мегас • Василіос Маламос • Панайотіс Зепос |
| 1971          | жодний |
| 1972          | жодний |
| 1973          | Перикліс Теохаріс • Ніколаос Русопулос |
| 1974          | Ніколаос Хатзікіріакос-Ґікас • Георгіос Цацас • Ангелос Терзакіс • Константінос Тріпаніс • Іоанніс Карміріс • Георгіос Міхаілідіс-Нуарос |
| 1975          | жодний |
| 1976          | Ангелос Ангелопулос • Васос Фалірес |
| 1977          | Лукас Мусулос • Атанасіос Пецаліс-Діомідіс • Солон Кідоніатіс • Пантеліс Превелакіс • Георгіос Мерікас |
| 1978          | Константінос Боніс • Константінос Ефстатіадіс |
| 1979          | Іоанніс Тумбас • Петрос Василіадіс |
| 1980          | Лінос Політіс • Маноліс Хатзідакіс • Константінос Ромеос • Іоанніс Паппас • Іоанніс Сонтіс • Евангелос Папануцос |
| 1981          | Темістокліс Діаннелідіс • Спірідон Скарпалезос |
| 1982          | Манусос Манусакас • Іоанніс Пападакіс • Міхаіл Сакелларіу |
| 1983          | Георгіос Влахос • Ангелос Галанопулос • Агапітос Цопанакіс |
| 1984          | Павлос Сакелларідіс • Константінос Деспотопулос • Евангелос Муцопулос • Апостолос Сахініс • Ніколаос Мацаніотіс • Георгіос Каранґуніс |
| 1985          | Ангелос Влахос |
| 1986          | Георгіос Тенекідіс • Ніколаос К. Артеміадіс • Тасос Атанасіадіс |
| 1987          | Нікіфорос Вреттакос • Георгіос Міцопулос |
| 1988          | жодний |
| 1989          | Іоанніс Георгакіс • Грегорі Скалкеас • Ніколаос Валтікос |
| 1990          | Ніколаос Кономіс • Константінос Тунтас |
| 1991          | Хрісантос Хрісту • Спірос Іаковідіс |
| 1992          | Іоанніс Песмазоглу |
| 1993          | Арістовулос Манесіс • Панайотіс Теціс • Панос Лігоменідіс • Іоанніс Зізіулас (метрополіт Пергамський) • Маркос Сіотіс |
| 1994          | Хараламбос Антоніадіс • Константінос Стефаніс • Александрос Камбітоглу • Константінос Гролліос |
| 1995          | Атанасіос Панагос |
| 1996          | Атанасіос Камбіліс • Павлос Мілонас |
| 1997          | Йоргос Контопулос • Дімітріос Нанопулос • Галатія Саранті • Дімітріос Тріхопулос • Еммануел Рукунас |
| 1998          | Константінос Даракатос • Ангелікі Леу |
| 1999          | Іаковос Камбанелліс • Антоній Кунадіс |
| 2000          | Панайотіс Вокотопулос • Василіос Петракос • Апостолос Георгіадіс • Георгіос Парісакіс • Темістокліс Хадзііоанну |
| 2001          | Лукас Хрістофору |
| 2002          | Епамінондас Спіліотопулос • Кікі Дімула • Дімітірос Скарвеліс • Константінос Крімбас |
| 2003          | Ніколаос Амбразіс • Геогіос Лаввас |
| 2004          | Константінос Сволопулос |
| 2005          | Стаматіос Кріміджіс • Атансіос Фокас • Спірос Евангелатос • Менелаос Туртоглу |
| 2006          | Лукас Пападімос |
| 2007          | Христос Зерефос • Ніколаос Валсамакіс |
| 2008          | Танасіс Валтінос • Дімітріс Мітарас |
| 2009          | жодний |
| 2010          | Анна Бенакі-Псаруда • Константінос Вагенас |
| 2011          | Στέφανος Ήμελλος • Χαράλαμπος Ρούσσος • Μιχαήλ Σταθόπουλος • Γιάννης Παρμακέλης • Αντώνιος Ρεγκάκος • Μιχάλης Τιβέριος • Χρύσα Μαλτέζου |
| 2012          | жодний |
| 2013          | Γεώργιος Κόλλιας • Θεόδωρος Παπαγγελής • Νικόλαος Ανδρουλάκης |
| 2014          | Νικηφόρος Διαμαντούρος • Θεόδωρος Αντωνίου |
| 2015          | Μιλτιάδης Χατζόπουλος • Крістофер Піссарідес |
| 2016          | Κωνσταντίνος Συνολάκης • Βασίλειος Ράπανος • Άγγελος Δεληβορριάς • Εμμανουήλ Γδούτος |
| 2017          | Δημήτριος Θάνος • Χαράλαμπος Μ. Μουτσόπουλος • Маноліс Коррес |
| 2018          | Αλέξανδρος Νεχαμάς |
| 2019          | жодний |
| 2020          | Πασχάλης Κιτρομηλίδης |
| 2021          | Ανδρέας Τζάκης • Αλέκος Λεβίδης • Αντωνία Τριχοπούλου |
| 2022          | |